# Lac Wilma
Pour les articles homonymes, voir Wilma (homonymie).
Le lac Wilma (en anglais : Wilma Lake) est un lac américain dans le comté de Tuolumne, en Californie. Il est situé à 2 419 mètres d'altitude au sein de la Yosemite Wilderness, dans le parc national de Yosemite.